# Acronicta valliscola
Acronicta valliscola är en fjärilsart som beskrevs av Blanchard 1968. Acronicta valliscola ingår i släktet Acronicta och familjen nattflyn. Inga underarter finns listade i Catalogue of Life.